# Cerco de Chittorgarh (1303)
O Cerco de Chittorgarh ocorreu em 1303, quando o governante Khalji Alauddin Khalji (r.  1296–1316) capturou e saqueou o Forte Chittor, derrubando o rei Guhila Ratnasimha, após um cerco de oito meses. O conflito foi descrito em vários relatos lendários, incluindo o poema épico histórico Padmavat, que afirma que o motivo de Alauddin era obter a bela esposa de Ratnasimha, Padmini; embora esta lenda seja considerada historicamente imprecisa pela maioria dos historiadores. Alauddin ordenou que o forte fosse bombardeado com pedras de suas máquinas de cerco (munjaniqs). Quando o forte foi invadido, as mulheres Rajput cometeram Jauhar - uma prática indiana de autoimolação em massa por mulheres Rajput, seus filhos e lacaios, para evitar a captura, escravidão - enquanto a maioria dos guerreiros morria defendendo o forte. A cidade de Chittor foi completamente saqueada pelo exército de Alauddin e vários templos foram profanados.